# 乌里雅斯太镇
乌里雅斯太镇，是中华人民共和国内蒙古自治区锡林郭勒盟东乌珠穆沁旗下辖的一个乡镇级行政单位。

## 行政区划
乌里雅斯太镇下辖以下地区：
呼布钦社区、萨嘎麦社区、满都呼社区、额仁高毕社区、翁图社区、巴彦额日和图社区、苏恩宝拉格社区、阿木古楞宝拉格嘎查、达布希拉图嘎查、都兰嘎查、巴彦高毕嘎查、昂格尔嘎查、哈拉盖图嘎查、额尔敦乌拉嘎查、巴彦图门嘎查和恩和吉尔嘎郎嘎查。